# Rakendytes
Rakendytes (mittelgriechisch Ρακενδύτης; † nach 1191/1193) war ein byzantinischer Usurpator gegen Kaiser Isaak II.

## Leben
Rakendytes wird bei dem byzantinischen Geschichtsschreiber Niketas Choniates als einer von mehreren Usurpatoren genannt, die sich um das Jahr 1191 gegen den unfähigen Kaiser Isaak II. Angelos erhoben. Er wurde gefangen genommen und geblendet, die in Byzanz damals übliche Strafe für Usurpation und Hochverrat.
Bei Rakendytes („der Zerlumpte“) handelt es sich um einen Spitznamen, der üblicherweise Mönchen beigelegt wurde. Die wahre Identität des Usurpators ist unbekannt. Choniates vermerkt, er sei mit der Dynastie der Komnenen verwandt gewesen. Der Historiker Friedrich Rehm rückte ihn in die Nähe des Andronikos Bryennios Komnenos, der sich zwischen 1186 und 1192 zusammen mit Alexios Komnenos, einem illegitimen Sohn von Kaiser Manuel I., (angeblich) gegen Isaak II. verschworen hatte. Eine Identität der beiden Personen ist jedoch unwahrscheinlich, da Choniates selbst keine Verbindung zwischen ihnen herstellt.